# ヴォルフガング・フンケ
ヴォルフガング・フンケ（Wolfgang Funke, 1937年 - 2009年1月10日）は、ドイツの著作家。

## 生涯
ヴォルフガング・フンケはアビトゥーアの後、大学で医学を学んだ。国家人民軍で軍医として兵役を果たし、その後、2つの専門医養成課程を卒業して、博士号を獲得した。
1954年に風刺詩を書き始め、それらの詩は1960年代半ばから、東ドイツの風刺雑誌「オイレンシュピーゲル」や「ザクセン新聞」などに掲載されるようになった。彼の詩はいくつかの東欧諸語（ポーランド語、チェコ語、ハンガリー語、スロヴァキア語、ルーマニア語）に翻訳されている。またシャンソンや童謡の歌詞も書いている。